# 장희현
장희현은 쌍방울 레이더스의 전 야구 선수다.

## 같이 보기
- 1990년 쌍방울 레이더스 시즌